# عزیز بهیچ
عزیز بهیچ (ترکی استانبولی: Aziz Behiç؛ زادهٔ ۱۶ دسامبر ۱۹۹۰) بازیکن فوتبال اهل استرالیا است.
وی در تیم ملی فوتبال استرالیا بازی کرده‌است.  